# جان ورکمن
جان ورکمن (زاده 20 ژوئن 1950) ویراستار، نویسنده، هنرمند، طراح، رنگ‌نویس و نامه‌نویس آمریکایی در صنعت کتاب‌های کمیک است. او به‌خاطر همکاری‌های مکرر خود با نویسنده/هنرمند والتر سیمونسون و همچنین به خاطر نوشتن نامه‌های کل سریال گرانت موریسون / گشت رستاخیز ریچل پولاک ( دی سی کامیکس ) شناخته شده است.

## حرفه
او در سال 1972 شروع به انتشار کمیک در سطح ملی با نوشتن و ترسیم دو کمیک چهار صفحه‌ای به نام‌های «سیندی» و «فرشتگان سقوط کرده» کرد که به مدت سه سال در دو مجلهٔ مردانهٔ کالیفرنیا منتشر شده توسط آرکی کامیکس منتشر شد. او  داستان‌های منثور کوتاهی نوشت که در مجلات در کنار داستان‌هایی از هارلان الیسون و رابرت بلوخ منتشر شد. دو سال بعد، او در صفحات Star*Reach اثر مایک فردریش، داستان‌هایی با مداد، جوهر و حروف برای گلچین اصلی کمیک‌های فانتزی/علمی تخیلی نوشت. کار ورکمن در Star*Reach توجه دی سی کامیکس را به خود جلب کرد و آنها در سال 1975 به او پیشنهاد ساختند. 
ورکمن از سال 1977 تا 1984 مدیر هنری مجله هوی متال  بود. هنر طنز، نویسندگی، حروف‌نویسی، رنگ‌آمیزی و طراحی او در سراسر شماره‌های آن دوره مشهود است.

## یادداشت
1. ↑  Rosenberg, Aaron. "Happy Birthday, John Workman, the King of Letterers," ComixMix (June 20, 2008). Retrieved July 22, 2008.
2. ↑  Arndt, Richard J. "A 2005 Interview with Steve Bissette About Bizarre Adventures!" Enjolrasworld.com: Marvel’s Black & White Horror Magazines Checklist. Accessed May 8, 2013.